# Stjørdal (distrikt)
 Denne artikel omhandler distriktet Stjørdal i Norge. Opslagsordet har også en anden betydning, se Stjørdal (flertydig).
Stjørdal er et distrikt i den indre del af landskapet og landsdelen Trøndelag. Distriktet omtales også som Værnesregionen og omfatter de tre kommuner Frosta, Stjørdal og Meråker i Nord-Trøndelag fylke, og de tre kommuner Malvik, Selbu og Tydal i Sør-Trøndelag fylke. Disse udgør et område på tilsammen 5.021 kvadratkilometer med 42.515 indbyggere. . Største tæt bebyggede områder er Malvik, Hommelvik, Hell, Selbu og byen Stjørdalshalsen.

## Administrative inddelinger
- Kommunerne samarbejder i Regionrådet i Værnesregionen.
- Meråker, Stjørdal og Frosta udgør handelsregionen Stjørdalsregionen (SSB).
- Malvik og Selbu indgår i handelsregionen Trondheimsregionen, mens Tydal indgår i handelsregionen Fjellregionen.
- Meråker, Stjørdal og Frosta indgår i retsområdet for Stjør-og Verdal tingrett, mens Malvik, Selbu og Tydal indgår i retsområdet for Sør-Trøndelag tingrett, begge under Frostating lagdømme.
- Distriktet udgør Stjørdal provsti, undtagen Frosta, som hører til Sør-Innherred provsti, begge under Nidaros bispedømme i Den norske kirke.
- Malvik, Selbu og Tydal indgik i det tidligere Strinden og Selbu fogderi, mens Meråker, Stjørdal og Frosta indgik i det tidligere Stjør- og Værdalen fogderi.
- Malvik og Stjørdal deltager i Samarbeidskomiteen for Trondheimsregionen.

## Fodnoter
1. 1 2  Nyheder fra NRK's hjemmeside
2. 1 2  "SSB's angivelse". Arkiveret fra originalen 1. november 2007. Hentet 5. november 2007.